# Sigrid Mratschek
Sigrid Hella Mratschek (auch Sigrid Mratschek-Halfmann, * 15. Mai 1955 in Ludwigshafen am Rhein) ist eine deutsche Althistorikerin.

## Werdegang
Sigrid Mratschek besuchte das alt- und neusprachliche Theodor-Heuss-Gymnasium in Ludwigshafen, legte 1974 das Abitur ab und studierte von 1975 bis 1981 Klassische Philologie und Geschichte an der Universität Heidelberg. 1981 legte sie das Erste Staatsexamen für das Lehramt an Gymnasien ab. Von 1977 bis 1984 war sie wissenschaftliche Mitarbeiterin von Michael von Albrecht und Géza Alföldy. Von 1982 bis 1985 empfing sie zudem ein Promotionsstipendium der Konrad-Adenauer-Stiftung, von 1986 bis 1989 arbeitete sie als wissenschaftliche Mitarbeiterin an der Universität Osnabrück an der Aufnahme und Edition der obergermanischen Inschriften für das Supplement zum Corpus Inscriptionum Latinarum XIII mit. 1990 erfolgte ihre Promotion in Alter Geschichte an der Universität Heidelberg mit den Nebenfächern Klassische Philologie sowie Mittlere und Neue Geschichte. 1991 wurde sie für ihre Dissertation Divites et praepotentes. Reichtum und soziale Stellung in der Literatur der Prinzipatszeit mit dem Bruno-Heck-Wissenschaftspreis ausgezeichnet.
Von 1989 bis 2000 war Mratschek als Hochschulassistentin an der Universität in Frankfurt am Main tätig. Dort erfolgte 1999 auch ihre Habilitation in Alter Geschichte; ihre Habilitationsschrift über den Briefwechsel des Paulinus von Nola: Kommunikation und soziale Kontakte zwischen christlichen Intellektuellen untersuchte christliche epistolare Netzwerke und spätantike Medien und wurde von der Deutschen Forschungsgemeinschaft (DFG) gefördert. 2001/02 arbeitete sie mit Georg Schöllgen am Institut für Kirchengeschichte der Universität Bonn in einem interdisziplinären DFG-Projekt über Bischofsgesandtschaften zum Kaiserhof zusammen. 2002 wechselte sie als wissenschaftliche Mitarbeiterin an die Universität Rostock, wo sie 2004 zur außerplanmäßigen Professorin ernannt wurde und 2008 den akademischen Status einer Professorin für das Fach Alte Geschichte erhielt. Von 2004 bis 2008 war sie Mitglied des Rates der Philosophischen Fakultät.
2007 wurde Mratschek in den Vorstand der Internationalen Patristischen Gesellschaft (Association Internationale d’Études Patristiques) gewählt. 2012 wurde sie vom All Souls College der Universität Oxford anlässlich ihres Forschungsprojektes über Sidonius Apollinaris für ein Visiting Fellowship eingeladen. Aus dem Projekt gingen mehrere Publikationen zu Intertextualität, visueller Kultur, Historiographie und Epistolografie (Sidonius, Augustinus von Hippo, Paulinus von Nola, Plinius der Jüngere) in der römischen Kaiserzeit und Spätantike hervor. 2013 wurde sie als Consulting Editor in das Editorial Board des Journal of Late Antiquity aufgenommen.
Zum März 2020 wurde Mratschek pensioniert; mit einer während einer Tagung am Forschungskolleg in Greifswald gehaltenen Abschiedsvorlesung, die das Schweigen der Musen bei Sidonius Apollinaris zum Thema hatte, ging sie 2021 in den Ruhestand.

## Forschungsschwerpunkte
- antike Briefliteratur und ihre Netzwerke
- antike Wirtschafts- und Sozialgeschichte
- Geschichte der Bildungseliten und Literatursoziologie
- visuelle Kultur und Intertextualität
- Gender Studies
- Historiographie und politische Geschichte der römischen Kaiserzeit
- römische Epigraphik
- Spätantike und frühes Christentum Patristik.

## Mitgliedschaften
- 1989: Mitglied des Historikerverbandes und der Mommsengesellschaft
- 2004: Mitglied des Rates der Philosophischen Fakultät der Rostocker Universität
- 2007: Member of Council for Germany der Association Internationale d’Etudes Patristiques, Oxford – Paris.
- 2009: Vertrauensdozentin der Konrad-Adenauer-Stiftung für die Universität Rostock

## Schriften (Auswahl)
- Divites et praepotentes. Reichtum und soziale Stellung in der Literatur der Prinzipatszeit (= Historia. Einzelschriften, Band 70), Franz-Steiner-Verlag, Stuttgart 1993, ISBN 3-515-05973-3.
- Der Briefwechsel des Paulinus von Nola. Kommunikation und soziale Kontakte zwischen christlichen Intellektuellen (= Hypomnemata, Band 134). Vandenhoeck und Ruprecht, Göttingen 2002, ISBN 3-525-25232-3.